# Gróf Balázs
Gróf Balázs (Pécs, 1976. június 2.) magyar grafikus, képregényrajzoló, rajzfilmes. A Pécsi Tudományegyetem Művészeti Karán, rajz-vizuális nevelés szakon végzett 2004-ben.

## Animációs videóklipjei
- Persona Non Grata: Minimal (2002)
- Heaven Street Seven: Dél-Amerika (2003)
- Magashegyi Underground: Szeplős Váll (2007)
- Blind Myself: Lost in time (2008)
- Junkies: A drog az rossz (2009)
- Blind Myself: Jó szándék kövei (2011)
- Anderson Pose: Brownian Motion (2013)
- Obituary: Violence (2015)
- Obituary: Ten Thousand Ways to Die (2017)
- Testament: Chidren of the Next Level (2020)[1]
- Rob Zombie: Shake Your Ass - Smoke Your Grass (2022)

## Könyvei
- A Mecsek legalja – A HétköznaPICSAlódások igaz története (Taifuu Records, Pécs, 2005)
- Képregények (válogatott művek, Nyitott Könyvműhely,  Art Comix sorozata, Bp., 2005)